# Cataracta
La cataracta és una malaltia ocular que consisteix en l'opacitat de la lent o de la càpsula del cristal·lí de l'ull, que impedeix el pas dels raigs de llum. S'anomena així a tota pèrdua de transparència del cristal·lí. També és coneguda per facoesclerosi.
Les cataractes avançades requereixen una intervenció quirúrgica, ja que la pèrdua progressiva de visió que generen pot desembocar en ceguesa. Les cataractes són indolores, i el seu principal símptoma és una disminució de la visió. Constitueixen la principal causa de ceguesa a tot el món. i pel seu diagnòstic, se sol emprar una làmpada de fenedura, tècnica usada per a l'examen de les diferents estructures de l'ull.

## Tipus de cataractes
El tipus més comú de cataracta és la cataracta senil, així anomenada per ser més comuna a mesura que augmenta l'edat del pacient. Aquest tipus de cataracta se subdivideix en diferents classes en funció de la regió afectada. Així, es parla de cataractes senils nuclears, corticals, etc.
També es pot adquirir una cataracta per altres motius: lesions (cataracta traumàtica), complicacions postoperatòries, diabetis mellitus (cataracta diabètica), exposició a raigs X (cataracta per radiacions), ingestió de certes substàncies, etc. Finalment, també existeixen cataractes congènites.
La Cataracta subcapsular posterior afecta a les fibres més properes a la càpsula posterior del cristal·lí. Es caracteritza per un cristal·lí transparent amb una opacitat en la part posterior. Solen començar localitzant-se al centre de l'eix òptic, per la qual cosa limiten la visió central de manera important, sobretot en situacions de miosi i més la visió de prop que la visió des de lluny. A més, evolucionen de forma ràpida i afecten a gent més jove.

## Tractament quirúrgic
En les operacions de cataractes se substitueix el cristal·lí per una lent intraocular (LIO). La lent intraocular té una distància focal fixa, és a dir, amb ella no existeix la possibilitat d'acomodar. Això no suposa un problema addicional en persones amb edat avançada a causa de la presbícia que aquestes ja pateixen. Una de les tècniques auxiliars emprades en aquestes operacions és la facoemulsificació, que consisteix en l'ús d'ultrasons per fragmentar el cristal·lí abans de la seva extracció. Una vegada aspirades les restes d'aquest, es col·loca la lent intraocular sobre la càpsula posterior. L'operació requereix anestèsia local.